# حلبان (نخل)
حلبان منطقة سكنية تقع في ولاية نخل، لمحافظة التابعةجنوب الباطنة في سلطنة عمان. يقدر عدد سكانها بـ 716 نسمة حسب إحصاء عام 2010 التابع للمركز الوطني للإحصاء والمعلومات الحكومي. رمز المنطقة هو 70310291.

## الوصلات الخارجية
- المركز الوطني للإحصاء والمعلومات، سلطنة عمان